# Grand Prix Wielkiej Brytanii 2005
Wyniki Grand Prix Wielkiej Brytanii, jedenastej rundy Mistrzostw Świata Formuły 1 w sezonie 2005.

## Wyniki sesji
| Legenda oznaczeń w tabelach wyników Wyświetl szablon na nowej stronie | Legenda oznaczeń w tabelach wyników Wyświetl szablon na nowej stronie                                                                     |
| Oznaczenie                                                            | Wyjaśnienie |
| --------------------------------------------------------------------- | --- |
| Złoty                                                                 | Zwycięzca lub mistrzostwo |
| Srebrny                                                               | 2. miejsce lub wicemistrzostwo |
| Brązowy                                                               | 3. miejsce lub II wicemistrzostwo |
| Zielony                                                               | Ukończył, punktował (w klasyfikacji generalnej, gdy zdobył co najmniej jeden punkt na przestrzeni sezonu, poza trzema powyższymi opcjami) |
| Niebieski                                                             | Ukończył, nie punktował (w klasyfikacji generalnej, gdy nie zdobył co najmniej jednego punktu na przestrzeni sezonu)                      |
| Czerwony                                                              | Nie zakwalifikował się (NZ) |
| Czerwony                                                              | Nie prekwalifikował się (NPK) |
| Różowy                                                                | Nie ukończył (NU) |
| Różowy                                                                | Niesklasyfikowany (NS) (w klasyfikacji generalnej, gdy nie został sklasyfikowany w żadnym wyścigu sezonu)                                 |
| Czarny                                                                | Zdyskwalifikowany (DK) |
| Czarny                                                                | Wykluczony (WYK/EX) |
| Biały                                                                 | Nie wystartował (NW) |
| Biały                                                                 | Kontuzjowany (K/INJ) |
| Biały                                                                 | Wyścig odwołany (OD/C) |
| Bez koloru                                                            | Został wycofany (WYC/WD) |
| Bez koloru                                                            | Nie przybył (NP/DNA) |
| Bez koloru                                                            | Nie brał udziału w treningach (NT/DNP) |
| Bez koloru                                                            | Nie został zgłoszony (–) |
| Pogrubienie                                                           | Start z pole position |
| Kursywa                                                               | Najszybsze okrążenie wyścigu |
| †                                                                     | Nie ukończył, ale jego rezultat został zaliczony ze względu na przejechanie więcej niż 90% dystansu wyścigu.                              |
| *                                                                     | Sezon w trakcie |
| 1/2/3                                                                 | Punktowana pozycja w sprincie kwalifikacyjnym                                                                                             |
| Lista systemów punktacji Formuły 1                                    | |

### Sesje Treningowe
| Sesja | Nr | Kierowca         | Konstruktor      | Czas     |
| ----- | -- | ---------------- | ---------------- | -------- |
| 1     | 35 | Pedro de la Rosa | McLaren-Mercedes | 1:19.205 |
| 2     | 35 | Pedro de la Rosa | McLaren-Mercedes | 1:18.530 |
| 3     | 9  | Kimi Räikkönen   | McLaren-Mercedes | 1:20.975 |
| 4     | 5  | Fernando Alonso  | Renault          | 1:20.077 |

### Kwalifikacje
| P  | Imię i nazwisko      | Kraj            | Nazwa stajni             | Opony       | Okr. | Czas     | Strata   |
| -- | -------------------- | --------------- | ------------------------ | ----------- | ---- | -------- | -------- |
| 1  | Fernando Alonso      | Hiszpania       | Renault                  | Michelin    | 3    | 1:19.905 |          |
| 2  | Kimi Räikkönen       | Finlandia       | McLaren-Mercedes         | Michelin    | 3    | 1:19.932 | 0:00.027 |
| 3  | Jenson Button        | Wielka Brytania | B.A.R.-Honda             | Michelin    | 3    | 1:20.207 | 0:00.302 |
| 4  | Juan Pablo Montoya   | Kolumbia        | McLaren-Mercedes         | Michelin    | 3    | 1:20.382 | 0:00.477 |
| 5  | Jarno Trulli         | Włochy          | Toyota                   | Michelin    | 3    | 1:20.459 | 0:00.554 |
| 6  | Rubens Barrichello   | Brazylia        | Ferrari                  | Bridgestone | 3    | 1:20.906 | 0:01.001 |
| 7  | Giancarlo Fisichella | Włochy          | Renault                  | Michelin    | 3    | 1:21.010 | 0:01.105 |
| 8  | Takuma Satō          | Japonia         | B.A.R.-Honda             | Michelin    | 3    | 1:21.114 | 0:01.209 |
| 9  | Ralf Schumacher      | Niemcy          | Toyota                   | Michelin    | 3    | 1:21.191 | 0:01.286 |
| 10 | Michael Schumacher   | Niemcy          | Ferrari                  | Bridgestone | 3    | 1:21.275 | 0:01.370 |
| 11 | Jacques Villeneuve   | Kanada          | Sauber-Petronas          | Michelin    | 3    | 1:21.352 | 0:01.447 |
| 12 | Mark Webber          | Australia       | Williams-BMW             | Michelin    | 3    | 1:21.997 | 0:02.092 |
| 13 | David Coulthard      | Wielka Brytania | Red Bull Racing-Cosworth | Michelin    | 3    | 1:22.108 | 0:02.203 |
| 14 | Nick Heidfeld        | Niemcy          | Williams-BMW             | Michelin    | 3    | 1:22.117 | 0:02.212 |
| 15 | Christian Klien      | Austria         | Red Bull Racing-Cosworth | Michelin    | 3    | 1:22.207 | 0:02.302 |
| 16 | Felipe Massa         | Brazylia        | Sauber-Petronas          | Michelin    | 3    | 1:22.495 | 0:02.590 |
| 17 | Narain Karthikeyan   | Indie           | Jordan-Toyota            | Bridgestone | 3    | 1:23.583 | 0:03.678 |
| 18 | Christijan Albers    | Holandia        | Minardi-Cosworth         | Bridgestone | 3    | 1:24.576 | 0:04.671 |
| 19 | Patrick Friesacher   | Austria         | Minardi-Cosworth         | Bridgestone | 3    | 1:25.566 | 0:05.661 |
| 20 | Tiago Monteiro       | Portugalia      | Jordan-Toyota            | Bridgestone | 3    |          |          |

### Wyścig

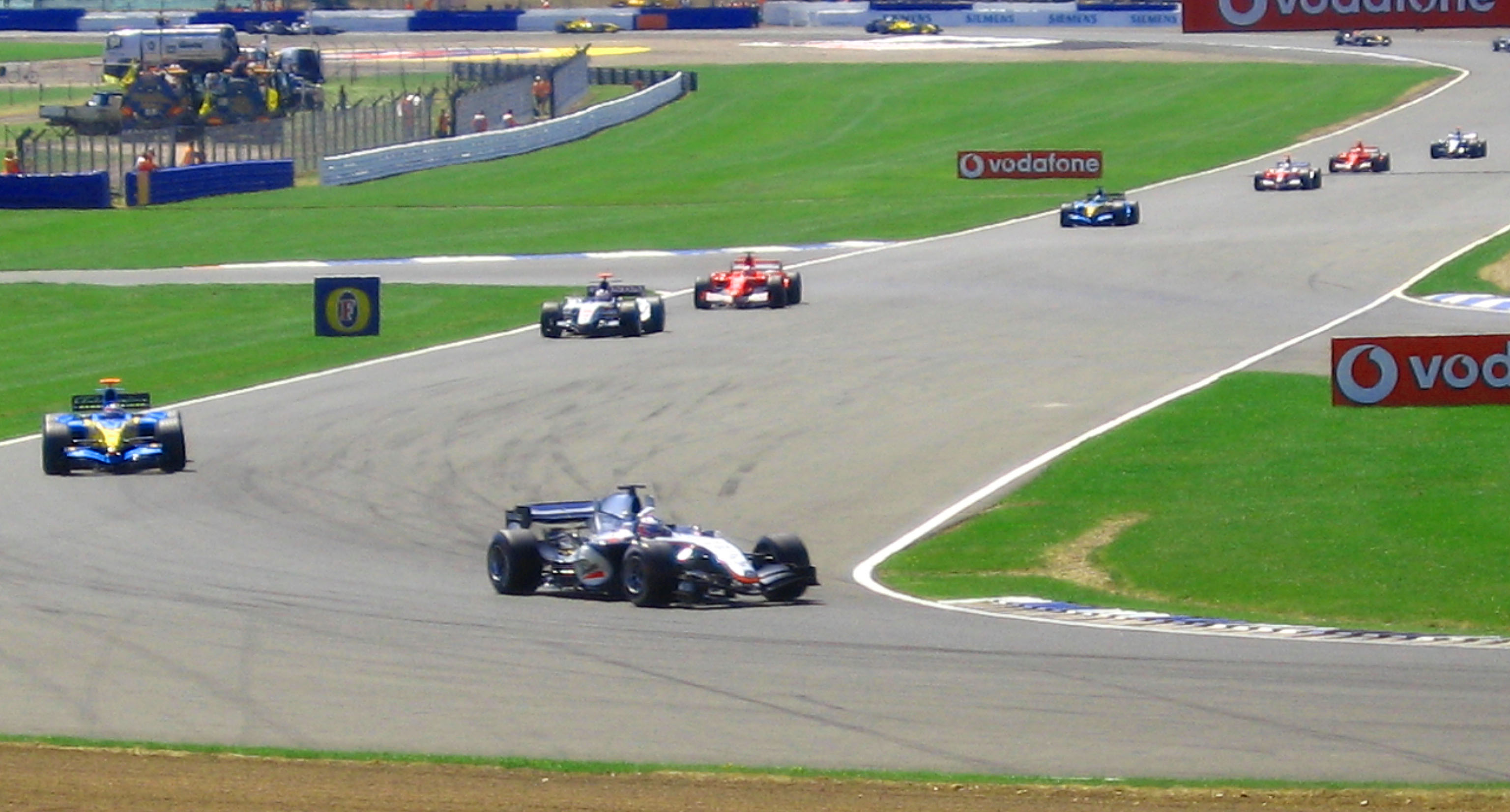
Juan Pablo Montoya na prowadzeniu podczas pierwszego okrążenia wyścigu

| P                 | + / –     | Nr | Kierowca             | Konstruktor       | Opony | Okr. | Czas / Strata | Komentarz |
| ----------------- | --------- | -- | -------------------- | ----------------- | ----- | ---- | ------------- | --------- |
| 1                 | 2         | 10 | Juan Pablo Montoya   | McLaren-Mercedes  | M     | 60   | 1h24:29.588   |           |
| 2                 | 1         | 5  | Fernando Alonso      | Renault           | M     | 60   | +0:02.739     |           |
| 3                 | 9         | 9  | Kimi Räikkönen       | McLaren-Mercedes  | M     | 60   | +0:14.436     |           |
| 4                 | 2         | 6  | Giancarlo Fisichella | Renault           | M     | 60   | +0:17.914     |           |
| 5                 | 3         | 3  | Jenson Button        | BAR-Honda         | M     | 60   | +0:40.264     |           |
| 6                 | 3         | 1  | Michael Schumacher   | Ferrari           | B     | 60   | +1:15.322     |           |
| 7                 | 2         | 2  | Rubens Barrichello   | Ferrari           | B     | 60   | +1:16.567     |           |
| 8                 | Bez zmian | 17 | Ralf Schumacher      | Toyota            | M     | 60   | +1:19.212     |           |
| 9                 | 5         | 16 | Jarno Trulli         | Toyota            | M     | 60   | +1:20.851     |           |
| 10                | 6         | 11 | Felipe Massa         | Sauber-Petronas   | M     | 59   | +1 okr.       |           |
| 11                | Bez zmian | 7  | Mark Webber          | Williams-BMW      | M     | 59   | +1 okr.       |           |
| 12                | 2         | 8  | Nick Heidfeld        | Williams-BMW      | M     | 59   | +1 okr.       |           |
| 13                | Bez zmian | 14 | David Coulthard      | Red Bull-Cosworth | M     | 59   | +1 okr.       |           |
| 14                | 4         | 12 | Jacques Villeneuve   | Sauber-Petronas   | M     | 59   | +1 okr.       |           |
| 15                | Bez zmian | 15 | Christian Klien      | Red Bull-Cosworth | M     | 59   | +1 okr.       |           |
| 16                | 9         | 4  | Takuma Satō          | BAR-Honda         | M     | 58   | +2 okr.       |           |
| 17                | 3         | 18 | Tiago Monteiro       | Jordan-Toyota     | B     | 58   | +2 okr.       |           |
| 18                | Bez zmian | 20 | Christijan Albers    | Minardi-Cosworth  | B     | 57   | +3 okr.       |           |
| 19                | Bez zmian | 21 | Patrick Friesacher   | Minardi-Cosworth  | B     | 56   | +4 okr.       |           |
| Niesklasyfikowani |           |    |                      |                   |       |      |               |           |
|                   |           | 19 | Narain Karthikeyan   | Jordan-Toyota     | B     | 10   |               | elektryka |
| P                 | + / –     | Nr | Kierowca             | Konstruktor       | Opony | Okr. | Czas / Strata | Komentarz |

## Klasyfikacja po wyścigu

### Kierowcy
| P  | +/- | Imię i nazwisko      | Kraj            | Stajnia                  | PKT | 1 miejsca | 2 miejsca | 3 miejsca | P. pos |
| -- | --- | -------------------- | --------------- | ------------------------ | --- | --------- | --------- | --------- | ------ |
| 1  | 0   | Fernando Alonso      | Hiszpania       | Renault                  | 77  | 5         | 2         | 1         | 4      |
| 2  | 0   | Kimi Räikkönen       | Finlandia       | McLaren-Mercedes         | 51  | 3         | 1         | 2         | 3      |
| 3  | 0   | Michael Schumacher   | Niemcy          | Ferrari                  | 43  | 1         | 2         | 1         | 0      |
| 4  | +1  | Rubens Barrichello   | Brazylia        | Ferrari                  | 31  | 0         | 2         | 2         | 0      |
| 5  | 0   | Jarno Trulli         | Włochy          | Toyota                   | 31  | 0         | 2         | 1         | 1      |
| 6  | +5  | Juan Pablo Montoya   | Kolumbia        | McLaren-Mercedes         | 26  | 1         | 0         | 0         | 0      |
| 7  | +2  | Giancarlo Fisichella | Włochy          | Renault                  | 25  | 1         | 0         | 0         | 1      |
| 8  | -1  | Nick Heidfeld        | Niemcy          | Williams-BMW             | 25  | 0         | 2         | 1         | 1      |
| 9  | -2  | Ralf Schumacher      | Niemcy          | Toyota                   | 23  | 0         | 0         | 0         | 0      |
| 10 | -3  | Mark Webber          | Australia       | Williams-BMW             | 22  | 0         | 0         | 1         | 0      |
| 11 | -1  | David Coulthard      | Wielka Brytania | Red Bull Racing-Cosworth | 17  | 0         | 0         | 0         | 0      |
| 12 | +4  | Jenson Button        | Wielka Brytania | B.A.R.-Honda             | 9   | 0         | 0         | 0         | 1      |
| 13 | -1  | Felipe Massa         | Brazylia        | Sauber-Petronas          | 7   | 0         | 0         | 0         | 0      |
| 14 | -1  | Jacques Villeneuve   | Kanada          | Sauber-Petronas          | 6   | 0         | 0         | 0         | 0      |
| 15 | -1  | Tiago Monteiro       | Portugalia      | Jordan-Toyota            | 6   | 0         | 0         | 1         | 0      |
| 16 | -1  | Alexander Wurz       | Austria         | McLaren-Mercedes         | 6   | 0         | 0         | 1         | 0      |
| 17 | -1  | Narain Karthikeyan   | Indie           | Jordan-Toyota            | 5   | 0         | 0         | 0         | 0      |
| 18 | 0   | Christian Klien      | Austria         | Red Bull Racing-Cosworth | 4   | 0         | 0         | 0         | 0      |
| 19 | 0   | Christijan Albers    | Holandia        | Minardi-Cosworth         | 4   | 0         | 0         | 0         | 0      |
| 20 | 0   | Pedro de la Rosa     | Hiszpania       | McLaren-Mercedes         | 4   | 0         | 0         | 0         | 0      |
| 21 | 0   | Patrick Friesacher   | Austria         | Minardi-Cosworth         | 3   | 0         | 0         | 0         | 0      |
| 22 | 0   | Vitantonio Liuzzi    | Włochy          | Red Bull Racing-Cosworth | 1   | 0         | 0         | 0         | 0      |

### Konstruktorzy
| P  | +/- | Nazwa stajni             | PKT | 1 miejsca | 2 miejsca | 3 miejsca |
| -- | --- | ------------------------ | --- | --------- | --------- | --------- |
| 1  | 0   | Renault                  | 102 | 6         | 2         | 1         |
| 2  | 0   | McLaren-Mercedes         | 87  | 4         | 1         | 3         |
| 3  | 0   | Ferrari                  | 74  | 1         | 4         | 3         |
| 4  | 0   | Toyota                   | 54  | 0         | 2         | 1         |
| 5  | 0   | Williams-BMW             | 47  | 0         | 2         | 2         |
| 6  | 0   | Red Bull Racing-Cosworth | 22  | 0         | 0         | 0         |
| 7  | 0   | Sauber-Petronas          | 13  | 0         | 0         | 0         |
| 8  | 0   | Jordan-Toyota            | 11  | 0         | 0         | 1         |
| 9  | +1  | B.A.R.-Honda             | 9   | 0         | 0         | 0         |
| 10 | -1  | Minardi-Cosworth         | 7   | 0         | 0         | 0         |